# J. P. Bekasiak
John Paul Bekasiak (* 1. Januar 1982 in Edmonton, Alberta) ist ein ehemaliger kanadischer American-Football- und Canadian-Football-Spieler. Er spielte sechs Saisons auf der Position des Defensive Tackles in der Canadian Football League (CFL).

## Karriere
Bekasiak spielte von 2003 bis 2006 College Football an der University of Toledo. In seinem ersten Jahr erzielte er in drei Spielen drei Tackles. 2004 spielte er in zwölf Spielen, die letzten beiden als Starter. Er erzielte elf Tackles. Im Junior-Jahr erzielte er 22 Tackles und vier Sacks. In seinem letzten Jahr erreichte er 29 Tackles und einen halben Sack. Im CFL Draft 2007 wurde er als vierter Spieler von den Hamilton Tiger-Cats ausgewählt. 2009 wechselte er zu den Montreal Alouettes, mit welchen er 2009 und 2010 den Grey Cup gewann. Am zweiten Spieltag der Saison 2012 erzielte er seinen ersten Touchdown. Am 11. August 2013 gab er seinen Rücktritt aus der CFL bekannt. Er spielte in 61 Spielen und erzielte dabei 47 Tackles und fünf Sacks.